# Želechovice
Želechovice település Csehországban, a Olomouci járásban. Želechovice Uničov, Újezd és Pňovice településekkel határos. Lakosainak száma 251 fő (2024. január 1.).

## Népesség
A település lakosságának változását az alábbi diagram mutatja:
| Lakosok száma | 343  | 330  | 337  | 260  | 237  | 215  | 243  | 239  | 232  | 251  |
|               | 1869 | 1890 | 1921 | 1950 | 1980 | 2001 | 2017 | 2019 | 2022 | 2024 |